# Ağayazı Buduq
Ağayazı Buduq è un comune dell'Azerbaigian situato nel distretto di Xaçmaz. Conta una popolazione di 1 104 abitanti.